# Sotogahama
Sotogahama (外ヶ浜町; Sotogahama-machi) és un poble del Japó situat a la prefectura d'Aomori.